# حائط حجري

## تكوين الحجر
تنقسم الأحجار من ناحية تكويناتها إلى احجار اصلها ناري مثل الجرانيت والبازلت أو الرسوبي مثل الحجر الجيري والحجر الرملي أو الحجر المتحول مثل الرخام والإردواز.
وتتميز الصخور الرسوبية بوضوح طبقات التكوين أو المرقد الطبيعية للاحجار وتتوقف مقاومة الحجر الجيري على درجة اندماجه الداخلي فكلما زاد وزنه النوعي كلما زاد مقاومته الالومينا.
وتتوقف مقاومة الحجر الرملي على نوع المادة الرابطة له والتي تتكون من السيلسكا والاومينا والجير وكلما زادت نسبة السيلسكا في المادة الرابطة كلما كانت مقاومة الحجر الرملي عالية.

## بناء الحوائط من الأحجار
1. يلاحظ عند استعمال الأحجار الرسوبية أن توضع بحيث تكون الضغوط الواقعة عليها عمودية على مستوى المرقد الطبيعي للاحجار ففي الحوائط عادة توضع الأحجار بحيث تكون مراقدها أفقية وفي العقود يجب أن يكون مستوى المرقد مارا بمركز العقد
2. يجب أن تكون الحجارة مرتيطة بعضها ببعض وان تكون متينة بحيث تتحمل الاحمال الواقعة عليها بامان.
3. تتوقف متانة البناء على النوع وحجم المستعمل وعلى سمك ونوع المونة المستعمله كذلك فكلما كانت الاحجار المستعمله غشيمة وصغيرة كلما كان تحمل الحائط يتوقف على قوة المونة وكلما كانت الاحجار المنحوته وترقد فوق بعضها فان قوة الحائط تتوقف على نوع الحجر المستعمل.
4. يتم توضيب الحجر بموقع العمل بعد قطعه ونقله وتستعدل اوجه الحجر الأربع المهمة في الإنشاء وهي المرقدان واللحامان مع تسوية الوجه الامامي من الحجر حسب الطلب والوجه الخلفي عادة يترك غشيما أو يسرى حسب الحاجة ويلاحظ عند النحت ان يكون المرقدان موازيان للمرقد الطبيعي للحجر.
5. يراعى قطع الحل في البناء وان ترقد الاحجار أو الدبش فوق مونة مستمرة كما يجب أن تملأ اللحامات الأفقية والراسية والمستعرضة (الداخلة في الحائط) بالمونة. على ان تملأ الفراغات الداخلية بين الاحجار عند الحوائط بالدبش بأحجار اصغر مقاسا وان تغلف المونة جميع الأحجار الا تزيد سمكه عن حوالي 2 سم (لانه لو زاد وسمك المونة عن ذلك فانها عن جفافها تنفصل عن الحجر).
6. يراعى في البناء بالدبش ان يوجد رباط عرضي في كل حوالي 1 متر مكعب من سطح الحوائط يظهر في وجهي الحائط المتوازيين.
7. يراعى عمل النواصي من حجر مهذب أو منحوت أو من الطوب وذلك لأهميتها.

## المصطلحات المستعمله في البناء بالأحجار
1. المدماك: هو الطبقة الافقية المتكونة من الاحجار المرصوصة التي يجب أن يكون ارتفاعها موحد
2. العرموس :ويسمى أيضا باللحام أو الحل ويجب الا يستمر في الحوائط بل يقطع الحل في الاتجاه الراسي خاصة.
3. روم الحجر: عبارة عن ارتفاع الحجر الداخل في المدماك.
4. الحمل: عبارة عن طول الحجر مع طول الحائط.
5. الصورة : وتعرف أيضا بالسهل وهو عرض الحجر مع طول الحائط أو طول الحجر مع سمك الحائط.
6. النبوصية: وهي البرواز المحدد لوجه الحجر ويكون غاطسا عن وجه الحجر ومقطوعا